# Football Club du Langonnais
Le Football Club du Langonnais est un club de football français créé en 1994 sous le nom de Langon-Castets Football Club, à la suite de la fusion du Club Athlétique de Castets-en-Dorthe avec les Jeunes de Langon.
Le premier juillet 2021, le Langon Football Club devient le Football Club du Langonnais.
Présidé par Bertrand Lavenac, le club évolue depuis la saison 2019-2020 en Régional 2.
À l'issue de la saison 2023-2024, le club accède en Régional 1.
En mai 2024, l'équipe U13 du club, devient 7ème meilleure équipe française de leur catégorie après avoir été champion de Gironde en février et d'Aquitaine en Avril.

## Histoire
| Club Athlétique de Castets (omnisports 1926) | Club Athlétique de Castets (omnisports 1926) | Club Athlétique de Castets (omnisports 1926) | Club Athlétique de Castets (omnisports 1926) | Club Athlétique de Castets (omnisports 1926) | Club Athlétique de Castets (omnisports 1926) |  |  |  |  | Jeunes de Langon (omnisports 1875)                                   | Jeunes de Langon (omnisports 1875) | Jeunes de Langon (omnisports 1875) | Jeunes de Langon (omnisports 1875) | Jeunes de Langon (omnisports 1875) | Jeunes de Langon (omnisports 1875) |                                     |  |                                |  | Intrépide de Bommes (1926-1935)         | Intrépide de Bommes (1926-1935) | Intrépide de Bommes (1926-1935) | Intrépide de Bommes (1926-1935) | Intrépide de Bommes (1926-1935) | Intrépide de Bommes (1926-1935) |                                            |  |  |  |  |  |  |  |  |  |  |  |  |  |  |  |  |  |  |  |
| Club Athlétique de Castets (omnisports 1926) | Club Athlétique de Castets (omnisports 1926) | Club Athlétique de Castets (omnisports 1926) | Club Athlétique de Castets (omnisports 1926) | Club Athlétique de Castets (omnisports 1926) | Club Athlétique de Castets (omnisports 1926) |  |  |  |  | Jeunes de Langon (omnisports 1875)                                   | Jeunes de Langon (omnisports 1875) | Jeunes de Langon (omnisports 1875) | Jeunes de Langon (omnisports 1875) | Jeunes de Langon (omnisports 1875) | Jeunes de Langon (omnisports 1875) |                                     |  |                                |  | Intrépide de Bommes (1926-1935)         | Intrépide de Bommes (1926-1935) | Intrépide de Bommes (1926-1935) | Intrépide de Bommes (1926-1935) | Intrépide de Bommes (1926-1935) | Intrépide de Bommes (1926-1935) |                                            |  |  |  |  |  |  |  |  |  |  |  |  |  |  |  |  |  |  |  |
| Club Athlétique de Castets (1938-1994)       | Club Athlétique de Castets (1938-1994)       | Club Athlétique de Castets (1938-1994)       | Club Athlétique de Castets (1938-1994)       | Club Athlétique de Castets (1938-1994)       | Club Athlétique de Castets (1938-1994)       |  |  |  |  | Jeunes de Langon (1936-1982)                                         | Jeunes de Langon (1936-1982)       | Jeunes de Langon (1936-1982)       | Jeunes de Langon (1936-1982)       | Jeunes de Langon (1936-1982)       | Jeunes de Langon (1936-1982)       |                                     |  |                                |  | Intrépide de Bommes (1938-197x)         | Intrépide de Bommes (1938-197x) | Intrépide de Bommes (1938-197x) | Intrépide de Bommes (1938-197x) | Intrépide de Bommes (1938-197x) | Intrépide de Bommes (1938-197x) |                                            |  |  |  |  |  |  |  |  |  |  |  |  |  |  |  |  |  |  |  |
| Club Athlétique de Castets (1938-1994)       | Club Athlétique de Castets (1938-1994)       | Club Athlétique de Castets (1938-1994)       | Club Athlétique de Castets (1938-1994)       | Club Athlétique de Castets (1938-1994)       | Club Athlétique de Castets (1938-1994)       |  |  |  |  | Jeunes de Langon (1936-1982)                                         | Jeunes de Langon (1936-1982)       | Jeunes de Langon (1936-1982)       | Jeunes de Langon (1936-1982)       | Jeunes de Langon (1936-1982)       | Jeunes de Langon (1936-1982)       |                                     |  |                                |  | Intrépide de Bommes (1938-197x)         | Intrépide de Bommes (1938-197x) | Intrépide de Bommes (1938-197x) | Intrépide de Bommes (1938-197x) | Intrépide de Bommes (1938-197x) | Intrépide de Bommes (1938-197x) | Intrépide de Bommes-Sauternes (197x-1982); |  |  |  |  |  |  |  |  |  |  |  |  |  |  |  |  |  |  |  |
|                                              |                                              |                                              |                                              |                                              |                                              |  |  |  |  |                                                                      |                                    |                                    |                                    |                                    |                                    |                                     |  |                                |  |                                         |                                 |                                 |                                 |                                 |                                 |                                            |  |  |  |  |  |  |  |  |  |  |  |  |  |  |  |  |  |  |  |
|                                              |                                              |                                              |                                              |                                              |                                              |  |  |  |  |                                                                      |                                    |                                    |                                    |                                    |                                    |                                     |  |                                |  |                                         |                                 |                                 |                                 |                                 |                                 |                                            |  |  |  |  |  |  |  |  |  |  |  |  |  |  |  |  |  |  |  |
|                                              |                                              |                                              |                                              |                                              |                                              |  |  |  |  | Entente Jeunes de Langon - Intrépide de Bommes-Sauternes (1982-1990) |                                    |                                    |                                    |                                    |                                    |                                     |  |                                |  |                                         |                                 |                                 |                                 |                                 |                                 |                                            |  |  |  |  |  |  |  |  |  |  |  |  |  |  |  |  |  |  |  |
|                                              |                                              |                                              |                                              |                                              |                                              |  |  |  |  | Jeunes de Langon (1990-1994)                                         |                                    |                                    |                                    |                                    |                                    |                                     |  |                                |  |                                         |                                 |                                 |                                 |                                 |                                 |                                            |  |  |  |  |  |  |  |  |  |  |  |  |  |  |  |  |  |  |  |
|                                              |                                              |                                              |                                              |                                              |                                              |  |  |  |  |                                                                      |                                    |                                    |                                    |                                    |                                    |                                     |  |                                |  |                                         |                                 |                                 |                                 |                                 |                                 |                                            |  |  |  |  |  |  |  |  |  |  |  |  |  |  |  |  |  |  |  |
|                                              |                                              |                                              |                                              |                                              |                                              |  |  |  |  |                                                                      |                                    |                                    |                                    |                                    |                                    |                                     |  |                                |  |                                         |                                 |                                 |                                 |                                 |                                 |                                            |  |  |  |  |  |  |  |  |  |  |  |  |  |  |  |  |  |  |  |
|                                              |                                              |                                              |                                              |                                              |                                              |  |  |  |  | Langon-Castets Football Club (1994-2011)                             |                                    |                                    |                                    |                                    |                                    |                                     |  |                                |  |                                         |                                 |                                 |                                 |                                 |                                 |                                            |  |  |  |  |  |  |  |  |  |  |  |  |  |  |  |  |  |  |  |
| Club Athlétique de Castets (depuis 2009)     | Club Athlétique de Castets (depuis 2009)     | Club Athlétique de Castets (depuis 2009)     | Club Athlétique de Castets (depuis 2009)     | Club Athlétique de Castets (depuis 2009)     | Club Athlétique de Castets (depuis 2009)     |  |  |  |  | Langon Football Club (2011-2021)                                     | Langon Football Club (2011-2021)   | Langon Football Club (2011-2021)   | Langon Football Club (2011-2021)   | Langon Football Club (2011-2021)   | Langon Football Club (2011-2021)   |                                     |  |                                |  |                                         |                                 |                                 |                                 |                                 |                                 |                                            |  |  |  |  |  |  |  |  |  |  |  |  |  |  |  |  |  |  |  |
| Club Athlétique de Castets (depuis 2009)     | Club Athlétique de Castets (depuis 2009)     | Club Athlétique de Castets (depuis 2009)     | Club Athlétique de Castets (depuis 2009)     | Club Athlétique de Castets (depuis 2009)     | Club Athlétique de Castets (depuis 2009)     |  |  |  |  | Langon Football Club (2011-2021)                                     | Langon Football Club (2011-2021)   | Langon Football Club (2011-2021)   | Langon Football Club (2011-2021)   | Langon Football Club (2011-2021)   | Langon Football Club (2011-2021)   | Football Club du Langonnais (2021-) |  |                                |  |                                         |                                 |                                 |                                 |                                 |                                 |                                            |  |  |  |  |  |  |  |  |  |  |  |  |  |  |  |  |  |  |  |
|                                              |                                              |                                              |                                              |                                              |                                              |  |  |  |  |                                                                      |                                    |                                    |                                    |                                    |                                    |                                     |  |                                |  | section football affiliée à la FFFA/FFF |                                 |                                 |                                 |                                 |                                 |                                            |  |  |  |  |  |  |  |  |  |  |  |  |  |  |  |  |  |  |  |
|                                              |                                              |                                              |                                              |                                              |                                              |  |  |  |  |                                                                      |                                    |                                    |                                    |                                    |                                    |                                     |  | hors section football affiliée |  |                                         |                                 |                                 |                                 |                                 |                                 |                                            |  |  |  |  |  |  |  |  |  |  |  |  |  |  |  |  |  |  |  |
|                                              |                                              |                                              |                                              |                                              |                                              |  |  |  |  |                                                                      |                                    |                                    |                                    |                                    |                                    |                                     |  |                                |  |                                         |                                 |                                 |                                 |                                 |                                 |                                            |  |  |  |  |  |  |  |  |  |  |  |  |  |  |  |  |  |  |  |

## Entraîneurs
- 1996-2000 :  Jean-Claude Dubouil
- 2005-2008 : Laurent Abribat
- 2008-2011 : Pierrick Landais
- 2011 : Jean-François Raoul
- 2012-2013 : Mohamed Bacha
- 2013-2018 :  Pierrick Landais
- 2018 :  Jean-Christophe Gratecap - Nabil Aichaoui
- 2018-2019 :  Nuno Barbosa - Christian Amoakon
- 2019-2021:  Yassine Azahaf - Nabil Aichaoui
- 2021-2022:  Raphaël Livramento - Nabil Aichaoui
- 2022- :  Christian Amoakon - Hossein Nkantza

## Joueurs passés par le club
- Mathieu Valbuena, en 2003 à 2004.
- Anthony Soubervie, de 2005 à 2007.
- Pierre Lees-Melou, de 2002 à 2004 et 2009 à 2012.
- Yassine Bahassa, de 2001 à 2012.

## Repères historiques
- 1994-1997 : National 3 (5e échelon)
- 1997-2005 : CFA 2 (5e échelon)
- 2005-2010 : Division d'Honneur (6e échelon)
- 2010-2011 : CFA 2 (5e échelon)
- 2011-2012 : Division d'Honneur (6e échelon)
- 2012-2013 : Division Supérieure Régionale (7e échelon)
- 2013-2014 : Division d'Honneur Régionale (8e échelon)
- 2014-2015 : Division d'Honneur Régionale (7e échelon)
- 2015-2016 : Division d'Honneur (6e échelon)
- 2016-2019 : Régional 1 (6e échelon)
- 2019-2020 : Régional 2 (7e échelon)
- 2020-2021 : Régional 2 (7e échelon)
- 2021-2022 : Régional 2 (7e échelon)
- 2022-2023 : Régional 2 (7e échelon)
- 2023-2024 : Régional 2 (7è échelon)
- 2024-2025 : Régional 1 (6è échelon)